# Niños Cantores de Viena

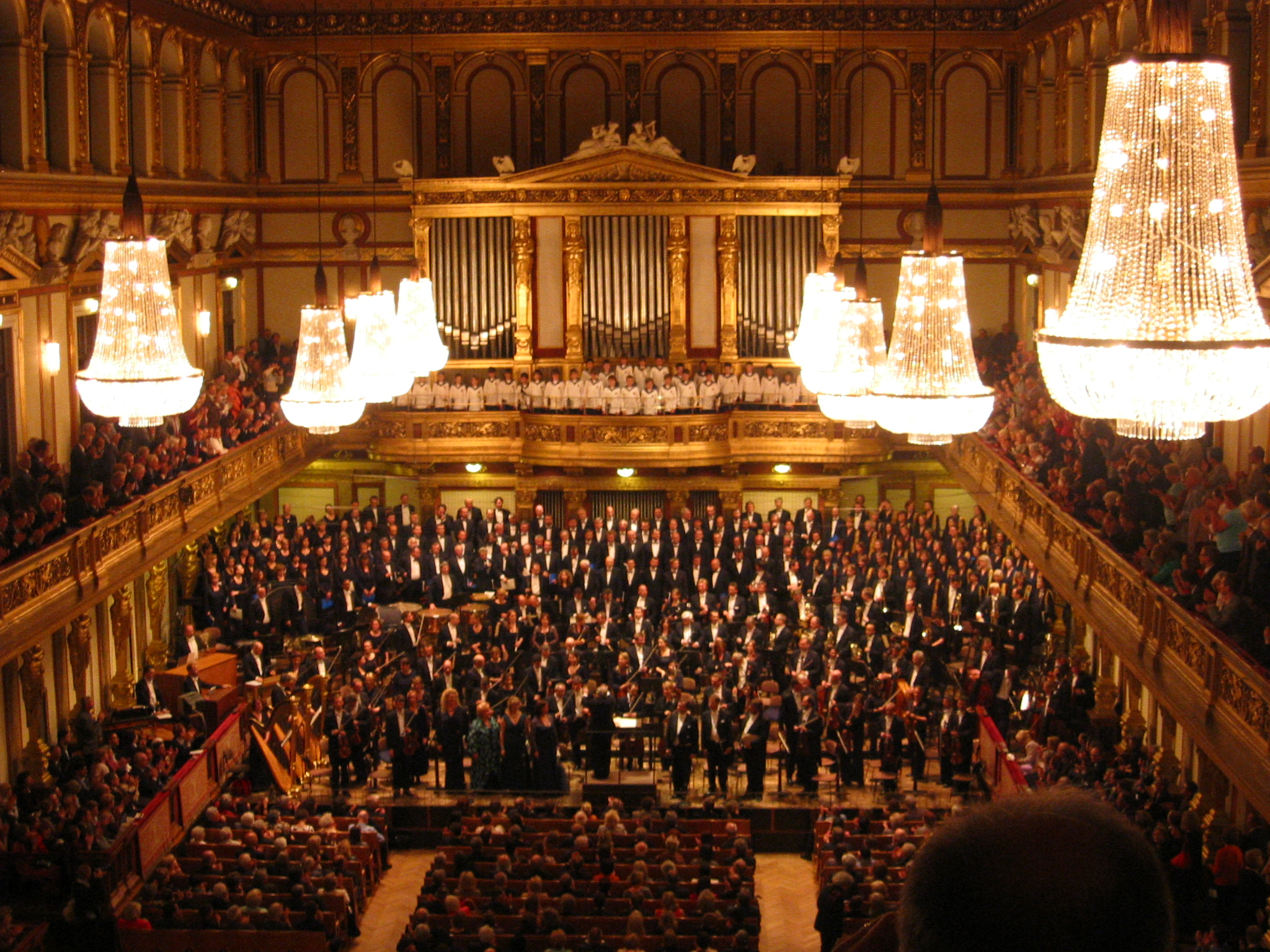
Interpretación de la Sinfonía n.º 8 de Gustav Mahler (Sinfonía de los Mil) con los Niños Cantores de Viena, el Philharmonischer Chor, la Staatskapelle Berlin y Pierre Boulez, en la Musikverein de Viena.

El Coro de niños de Viena (en alemán: Wiener Sängerknaben) es un coro de niños sopranos y altos (mezzosoprano o tiple) con sede en la capital austriaca. Es uno de los coros de niños con más trayectoria y conocidos del mundo. Los niños son seleccionados principalmente en Austria, pero también provienen de otras naciones del mundo y se les entrevista individualmente.
El coro ha trabajado con la obra de músicos como Wolfgang Amadeus Mozart, Antonio Caldara, Antonio Salieri, Heinrich Isaac, Paul Hofhaimer, Heinrich Ignaz Franz Biber, Johann Joseph Fux, Christoph Willibald Gluck, Richard Wagner, Anton Bruckner y Gustav Mahler.

## Historia
El coro es el descendiente actual del Coro de  niños de la corte vienesa, que data desde la Baja Edad Media. El coro fue creado por una carta escrita por Maximiliano I el 7 de julio de 1498. En este documento, el emperador, ordena a los funcionarios de la corte que contraten a un maestro de canto, dos bajos y seis niños. Un esloveno, Jurij (George) Slatkonja, se convirtió en director. La función del coro era el acompañamiento musical de la misa. Los niños recibían una sólida educación musical, lo que tenía mucha influencia en su porvenir,  muchos de ellos se convertirían después en compositores, como Jacobus Gallus Carniolus y Franz Schubert; o directores de orquesta, como Hans Richter, Felix Mottl y Clemens Krauss.
En la época de los grandes compositores clásicos, alcanzó una perfección antes desconocida. Su trabajo quedó interrumpido por la Primera Guerra Mundial. En 1920 la Hofkapelle (músicos de la corte) se deshizo. Sin embargo, el rector de aquel tiempo, Josef Schnitt, buscó seguir con la tradición. En 1924 se fundó oficialmente el "Coro de niños cantores de Viena", y se ha desarrollado hasta ser un grupo musical profesional. 
Desde 1948 el Palacio Augarten ha sido su local de ensayos e internado, que va desde el kindergarten hasta la secundaria. Es una escuela coral en la que los cantores, además de la enseñanza musical, hacían los estudios de segunda enseñanza, o aprendían un oficio. El Palacio reúne todas las condiciones de un colegio moderno. El número de aspirantes a ingresar en ella es enorme. El ingreso exige unas pruebas muy duras de condiciones físicas, intelectuales y vocales, ya que los considerables gastos de la escuela han de sufragarse con los conciertos que los muchachos den en Austria y en el extranjero.
El coro es una organización privada, no lucrativa. Hay aproximadamente cien coristas de 10 a 15 años. Los niños se dividen en cuatro coros para las giras, que dan unas 300 representaciones, siendo apreciados por cerca de medio millón de espectadores al año. Cada grupo hace una temporada que va de gira entre 9 y 11 semanas.

## Discografía selecta

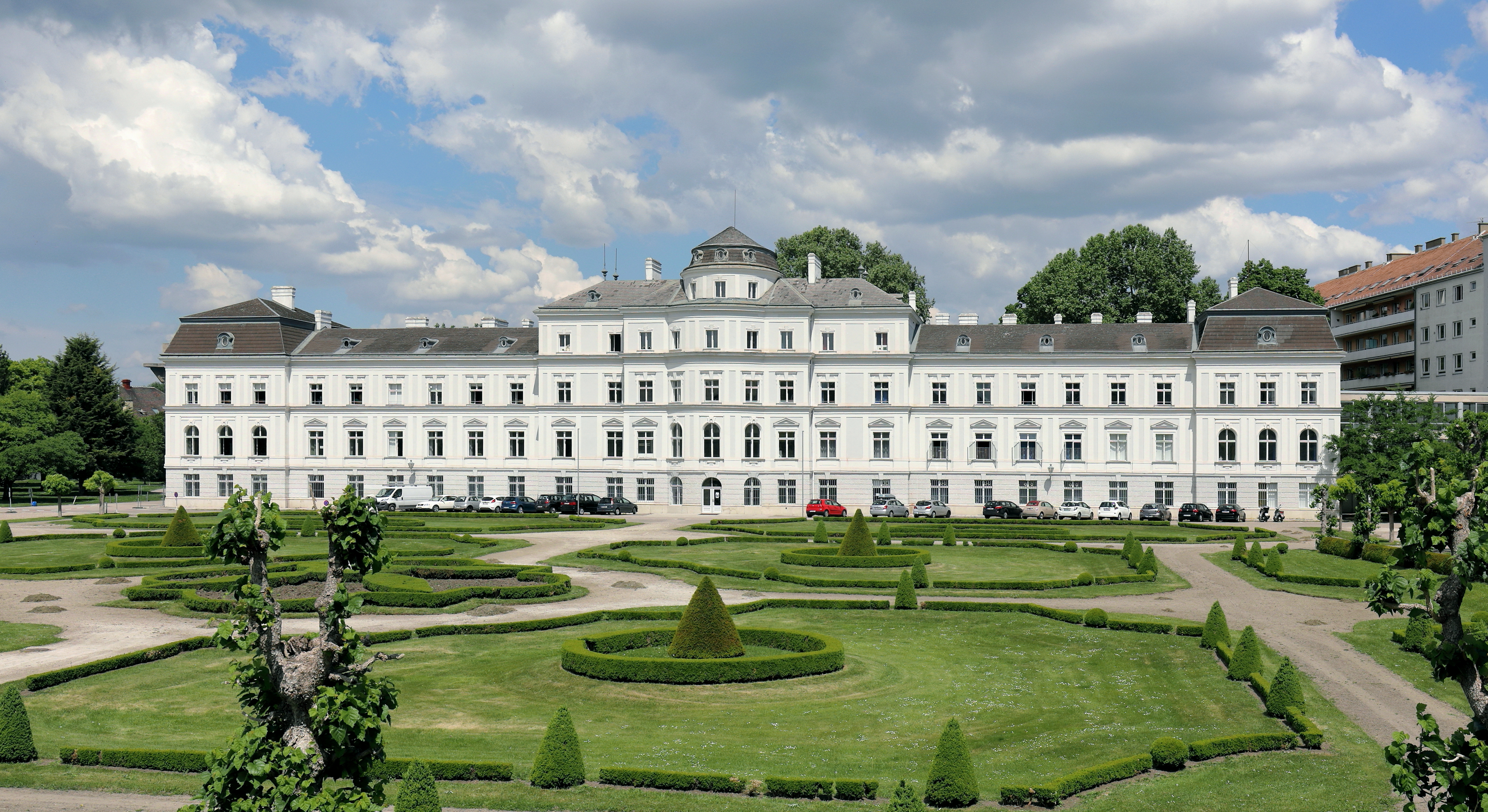
Desde 1848, el Palacio Augarten ha servido como escuela internado para el coro de niños cantores de Viena.

A continuación se recogen algunas de las grabaciones de esta agrupación coral:
Navidad
- Silent Night.
- 1960 – Frohe Weihnacht.
- 1967 – Die Wiener Sängerknaben und ihre Schönsten....
- 1968 – The Little Drummer Boy (TV).
- 1980 – Weihnacht mit den Wiener Sängerknaben. Hans Gillesberger.
- 1982 – Merry Christmas from the Vienna Choir Boys.
- 1988 – Christmas with the Vienna Choir Boys. Hermann Prey, Plácido Domingo.
- 1990 – Christmas with the Vienna Boys' Choir, London Symphony Orchestra.
- 1990 – Christmas in Vienna / Heiligste Nacht.
- 1995 – Christmas Angels. (RCA Gold Seal)
- 1999 – Frohe Weihnacht (Merry Christmas).
- 2003 – Wiener Sängerknaben Goes Christmas.
- 2014 – Gute Hirten (Buen Pastor).
- 2015 – Frohe Weinschenken (Feliz Navidad).

Música pop
- 2002 – Wiener Sängerknaben Goes Pop
- 2006 – I Am from Austria

Otros
- 1994 – Orff: Carmina Burana. André Previn, Vienna Philharmonic Orchestra.

Los Niños Cantores de Viena interpretaron la canción "El pequeño tamborilero" en la película homónima de Rankin/Bass.

## Chorus Viennensis
El Chorus Viennensis es un coro masculino asociado con el de los Niños Cantores de Viena. Fue fundado en 1952. El coro ha ganado el Grand Prix du Disque y los premios de interpretación de Mozart y Schubert.

## Reconocimiento
En 2011 fueron reconocidos por la entonces ministra de cultura de Perú, Susana Baca.